# Gillis Häägg
Karl Arne Gillis Häägg, född 26 mars 1931 i Halmstad, död 21 juli 2015 i Falkenberg, var en svensk målare och fotograf. 
Gillis Häägg är uppväxt på Ugerupsgatan i Halmstad, men har tillsammans med familj varit bosatt i Falkenberg och pendlat till sin reklamfirma i Göteborg i vuxen ålder.
Häägg är mest känd för sitt arbete med boken Ett barn blir till, där han färglade bilder tagna av fotografen Lennart Nilsson. Han har utöver detta arbetat åt otaliga svenska och internationella tidningar såsom Life och National Geographic.
Hur han färglagt fotografier genom åren är okänt och han insisterade på att inte avslöja sin teknik. Han kallade tekniken 
ekvidensitometri eller färgseparationer. I stora drag handlade det om att omvandla gråskalan i en svartvit bild till masker genom ett flertal exponeringar på lithfilm. Genom dessa masker exponerades sedan genom färgfilter så att färgskalan kunde kontrolleras. Det står dock klart att inga datorer varit inblandade, då hans arbete började flera årtionden innan datorer fanns tillgängliga.
Under många år var Häägg lärare i färglära vid Göteborgs universitet.
Gillis Häägg var även konstnär med åskilliga utställningar bakom sig och var starkt influerad av Halmstadgruppen där han gick som elev i sin ungdom.
Efter månlandningen 1969 framkallade Gillis bilderna som togs med Hasselbladskameran ombord på Apollo 11 för NASA.
Han drev företagen Foto Flamingo och Skandinaviska Färgbilder i Göteborg under åtskilliga år.